# Provincia di Dong Nai
Dong Nai (vietnamita: Đồng Nai) è una provincia del Vietnam, della regione di Dong Nam Bo. Questa provincia ha una superficie di 5903,4 km² e una popolazione di 2.290.200 abitanti.
La capitale provinciale è Biên Hòa.

## Distretti
Di questa provincia fanno parte i distretti:
- Cẩm Mỹ
- Định Quán
- Long Khánh
- Long Thành
- Nhơn Trạch
- Tân Phú
- Thống Nhất
- Trảng Bom
- Vĩnh Cửu
- Xuân Lộc

Biên Hòa fa municipalità a sé.